# 李化龍 (萬曆甲戌進士)
李化龍（1554年—1611年），字于田，號霖寰，直隸大名府長垣縣（河南省長垣縣）人，明朝政治人物。萬曆三十五年夏，起用为兵部尚書，掌京营操练之事。曾上奏減免課稅及增兵萬人至遼東。卒於任上，享年五十八，諡襄毅，贈少師，加贈太師。

## 生平

### 早年生涯
萬曆元年（1573年）癸酉科順天鄉試第二名舉人，為《易經》經魁；萬曆二年（1574年）聯捷甲戌科进士。最初担任嵩县知县。因年方二十，為胥吏轻视。李化龙暗中访察到這些胥吏在縣內違法犯紀的情事，并将他们一一法办，县中大治。升南京工部主事、吏部主事、南京吏部驗封司郎中。
万历十四年（1586年），任河南僉事，提調學校，升河南參議。万历十八年，任山東提學副使。万历二十年，任河南分守左參政。同年改任太僕寺少卿。
万历二十年，任右通政使，同年改任右僉都御史。

### 治理辽东
万历二十二年（1594年）夏，朝廷提拔李化龍为右佥都御史、巡抚辽东。起初，总兵官李成梁杀泰宁速把亥，其子把兔儿的弟弟炒花占据旧辽阳以北，住于两河之中，勾结土蛮常常作乱。同年四月，把兔儿围攻辽阳，朵颜小歹青、福余伯言儿分路进犯锦州、义州，掠夺清细河，巡抚韩取善因失防被罢免。李化龙上任刚两个月，把兔儿与伯言儿等继续进犯镇武，又约定土蛮之子卜言台周进攻右屯，把兔儿先至吴家坟。李化龙与总兵董一元定计伏击把兔儿、伯言儿，伯言儿中流箭死去，把兔儿被击伤。卜言台周抵達后，进攻右屯未能成功，只能撤兵。于是把兔儿、小歹青、卜言台周愈加勾结，阴谋雪耻。李化龙与董一元严加防备。董一元再次又出塞并立功，把兔儿负重伤后死去，边塞於是再次恢復安宁。李化龙也升为兵部右侍郎。
次年，小歹青后悔，请求在义州开通木市，并且向明廷告发朵颜长昂将进犯边塞。不久，长昂果然进犯锦、义，副总兵李如梅将他击退。歹青之言既然可信，李化龙于是准许他的请求，并上奏称：
|  | 辽东一带四周均与我为敌。向北，土蛮种类不可胜数。靠近边塞，宁前的正面是长昂，锦、义的正面则是小歹青，广宁、辽阳、沈阳则是把兔儿、炒花、花大，开州、铁岭则为伯言、暖兔，东边的海西则有猛骨孛罗、那林孛罗、卜寨，都与辽地项背相望。沿着边墙围猎，则军号之声相闻，是为身旁隐患。自从那卜被剿灭，东边数年无事，去年把兔儿、伯言儿战死，炒花、花大一败涂地。现在，伯言之子宰赛受到惩罚，在广宁做交易，辽、沈、开、铁之间警报逐渐稀少。没有制服的，只有小歹青与长昂而已。 小歹青素以凶狠、狡诈著称，向西帮助长昂，东边支援炒花。大行动有数万人，小偷小摸则飞骑出没于锦、义之间。自从周之望、柏朝翠战死，没有人敢于和他接战。凌河上下方圆数百里，旷野多有暴骨，百姓却无安宁居所。有长远考虑的智者均以河西不保而担忧。今天，他叩关请求互市，我遍问诸将及当地百姓，都说开通木市有五大便利。 |

河西没有木材，木材皆产自边外，叛乱以来，靠河东供给，因为边患，时时不能运到，至此河西的木材比玉还贵，市场开通后，木材就可供过于求，便利之一。唯一令人担忧的是小歹青毫无信用，他重视互市，将它看作是一条生路，当开互市时必定不会抢掠，即使今年互市、明年抢掠，我方已收到今年没有抢掠之利了，便利之二。辽东的马市，是成祖所开，没有其他赏赐，任商人与百姓交易。木市与马市等同，有利于百姓，不费官府的钱财，有利者之三。大举进攻之害惨酷而稀少，零星的窃取为害很轻，而且次数有限。小歹青不抢掠锦、义，零星的偷窃就少了。况且向西不帮助长昂，东边不助炒花，则敌寇势利逐渐分化。即宁前、广宁的祸患也少了。而且大举进攻若有报告，又可预备，有利之四。零散的劫掠既然少了，边塞之人更可以把主要精力放在修治战备上，有利之五。
奏疏传至朝廷后得到批准。李化龙不久因病归乡，木市也就停止了。其后总兵官马林再一次请求开市，与巡抚李植的意见不一致，争论很久未能结果，小歹青于是又为边寇了。

### 平定西南
万历二十七年（1599年）三月，李化龙被起用为原官，总督湖广、川、贵军务兼巡抚四川，征讨播州叛臣杨应龙。杨应龙的祖先为杨铿。明初归附，授职宣慰使。杨应龙性格猜忌、凶狠、嗜杀。数次跟从征调，恃功倨傲。知道明廷四川兵力不足，暗自占据蜀地，四出剽掠州县。宠幸小老婆田雌凤，谗言杀死妻子张氏，屠掠她的全家。使用惨酷的处罚树立他的威信，被他管辖的五个土司七姓不堪他的残暴统治，便逃至贵州报告。巡抚叶梦熊上疏请求征讨。皇上下诏命令将杨应龙逮捕至重庆。杨应龙诡称将带兵征讨倭寇，得以脱身。再次去逮捕时，他就不出。四川巡抚王继光发兵征讨，在白石覆没，杨应龙将罪过推到苗人身上。朝廷命邢玠总督四川军务，正值东西两方用兵，力量不足以全部消灭他，因而朝廷招抚了他。杨应龙变本加厉勾结苗人，夺占五土司七姓的土地，而吞并湖广四十八屯，之后每年出来侵扰。同年二月在飞练堡击败官军，都司杨国柱、指挥李延栋等都战死。不久，又攻破綦江，杀死参将房嘉宠、游击张良贤，投尸顺江而下、遮蔽江面。伪军师孙时泰请求直取重庆、捣毁成都，劫持蜀王为人质，而杨应龙拖延，声称只是为了争夺地界，希望得到如先前一样的赦免。李化龙到成都，征兵未到，也假意与他好言好语以牵制。
万历帝听闻綦江被攻破的消息后大怒，撤去前四川、贵州巡抚谭希思、江东之的职务，赐给李化龙尚方宝剑，为他征讨叛贼提供方便。叛贼焚毁东坡、烂桥，阻塞湖广、贵州道路，又焚烧龙泉，赶走都司杨惟忠。李化龙弹劾不听从命令的诸大将，沈尚被逮捕，童元镇、劉綎等都被革职充为事官。各军大集，李化龙先令水西兵三万守住贵州，截断杨应龙征招苗人的道路，之后他移兵重庆，大会文武官兵。第二年二月，明军分兵八路进攻。川兵分四路：总兵官劉綎由綦江出兵，总兵官马孔英出南川，总兵官吴广出合江，副将曹希彬受吴广节制，出永宁。贵州兵分三路：总兵官童元镇由乌江出发，参将朱鹤龄受董元镇节制，统领宣慰使安疆臣由沙溪出发，总兵官李应祥由兴隆出发。湖广兵一路分为两翼：总兵官陈璘由偏桥出师，副总兵陈良玭受陈璘节制，由龙泉出师。每路各有三万兵，官兵十分之三，土司十分之七。贵州巡抚郭子章驻守贵阳，湖广巡抚支可大移驻沅州，李化龙亲自领中军策应。皇上认为楚地辽阔，又提拔江铎为佥都御史，巡抚偏、沅。此后湖广设偏、沅巡抚，从江铎开始。
推官高折枝先从南川进兵，占据桑木镇，劉綎又从綦江入。杨应龙以精兵二万交给他的儿子杨朝栋：“你破綦江，奔驰南川，全部焚毁积聚，他们就没有办法。”等到抗击诸路官军的部队都大败，杨应龙顿脚叹息说：“我不用孙时泰的计策，今天死定了！”有的人说水西帮助叛贼，李化龙责问安疆臣，斩杀叛贼的使者，二个部落于是断绝往来。乌江兵败报告传来，逮捕童元镇，诸位将领更加奋勇。劉綎率先进入娄山关，直达海龙屯，陈璘、安疆臣部也到达了。叛贼见形势危急，上囤死守并派遣使者假装投降。李化龙令诸将杀死使者，烧掉来函。因劉綎与杨应龙旧有交情，晓谕他不要与叛贼私通，劉綎将使者拘禁以表明态度。八路部队都汇集囤下，修筑长围围困叛军并轮番进攻。六日，劉綎攻破土、月二城，杨应龙走投无路，与二妾自杀身亡。此日清晨，官军攻入城内，他的七个儿子都被抓到。万历帝下诏将杨应龙尸体和杨朝栋在后市分尸。从出兵到成功平叛，共一百十四天。播州从唐乾符中由杨氏统治，凡二十九世，八百余年，到杨应龙时为止。皇上将播州地设置遵义、平越二府，分属川、贵两行省。
李化龙起初父丧，准备赴丧但因军务需要而夺情起用，到这时乞求回家居丧。万历三十一年（1603年）四月，起用为工部右侍郎，总理河道，与淮、扬巡抚李三才奏请开通淤塞的黄河，由直河入泇口抵达夏镇二百六十里，避开黄河吕梁险峻地带。再次因母丧丁忧离去，因此前军功，晋升为兵部尚书，加少保，荫一子世袭锦衣指挥使之职。

### 協理京營
万历三十五年（1607年）夏，協理京營戎政。李化龙认为京营乃根本之所在，上奏陈述有十一滥、十二苦、十九件宜做之事，又奏上屯政十二事，都被朝廷置之不理。兵部从二十七年后，左、右侍郎都是虚设。没有多久，尚书萧大亨也退休，由李化龙掌管兵部事务。万历三十七年正月，京师讹传盗匪将到，百姓争相逃避。边塞百姓逃入都城的也有数万人，九个城门全部关闭。辅臣说兵部尚书只有一个人，何以能应付突然的变化，万历帝也不声张。辽东战士二万都是老弱贫残之人，而税监高淮残暴，辽东人恨得咬牙切齿。李化龙请求停止收税课、增加兵士数万人，又呈上兵士粮食、和议、战斗之策，皇上皆不批示。一品任期满后，加柱国、少傅兼太子太保。萬曆三十九年十二月，李化龍死于任上，终年五十八岁。谥号襄毅，赠少师，加赠太师。
李化龙具有文武之才。播州战役中，因劉綎骄纵，故先压制他，再推崇其才，所以劉綎尽心尽力。开通黄河之功，对漕运渠道永远有利，另见《明史·河渠志》。

## 家族
曾祖李誡，县丞。祖父李继古。父亲李栋（1532年-），字良材，號湖西，誥贈少保兵部尚書。母吴氏（1631年-），誥贈一品夫人。兄李雲龍。

## 延伸阅读
[在维基数据编辑]
 在维基文库阅读此作者作品
 《明史卷二百二十八》，出自《明史》
| 官衔          | 官衔                                    | 官衔          |
| ------------- | --------------------------------------- | ------------- |
| 前任： 張性淳 | 明朝嵩縣知縣 1574年－1580年             | 繼任： 張我續 |
| 前任： 譚希思 | 明朝四川巡撫 萬曆二十七年（1599年）上任 | 繼任： 王象   |